# مریلوایل (ایندیانا)
مریلوایل (به انگلیسی: Merrillville) یک شهر در ایالات متحده آمریکا است که در شهرستان لیک، ایندیانا واقع شده‌است. مریلوایل ۸۶٫۱۴ کیلومتر مربع مساحت و ۳۵٬۲۴۶ نفر جمعیت دارد و ۲۰۰ متر بالاتر از سطح دریا واقع شده‌است.